# 2013年日月光廢水污染事件
2013年日月光廢水污染事件，為2013年10月1日一起發生於台灣高雄市的環境污染事件。2013年12月9日，高雄市政府環境保護局對日月光半導體K7廠因廢水污染後勁溪開罰60萬元，因事涉半導體大廠及環境保護，引起廣大討論。

## 背景
鎳是世界衛生組織認定的致癌物，人體若食用超量含鎳食物，可能引發肺癌、攝護腺癌。後勁溪下游有高雄農田水利會引水口，供應梓官區、橋頭區農業用水。倘農業用水遭鎳等重金屬污染將造成農地也受污染，甚至需要長期休耕。

## 起因
2013年10月1日上午9點日月光公司委託漢華水處理工程股份有限公司（下稱漢華公司）派員至K7廠6樓純水組更換鹽酸儲桶管線之止漏墊片，因進行該項工程須關閉管線閥門，並將部分管線內鹽酸排出，惟此舉將使鹽酸儲桶所設置感應器誤判鹽酸量已至低位而自動進行補充程序，又漢華公司員工未及時通知K7廠人員停止上述自動補充程式設定，導致施工期間（約半小時）仍不斷自動補充鹽酸進入封閉桶內，造成約2.4 噸鹽酸溢流並循管線流入K7廠廢水處理系統之酸鹼中和池，以致淨水運作反應發生異常，無法依原定程序有效處理廢水所含鎳、銅等有害人體健康重金屬，進而使放流水中鎳、銅及懸浮固體（Suspended solids）含量均逾越法定排放標準。
在現場的游姓工程師10點左右發現異常後立刻加大液鹼投放量作緊急處理，惟未有效調整pH值至標準範圍，並立即電告請病假中的上司劉姓工程師。劉姓工程師接到電話告知後先向純水組確認有無異常且隨即於12:30分回到公司，因游、劉2人皆不具有令K7廠暫時停工的權限，此時仍以加大液鹼投放量作為因應手段。游姓工程師於14:00到位於K9廠辦公室的蔡姓廢水組主任報告K7廠水質異常與處理狀況。蔡姓主任知悉後僅交代處理人員儘速搶救，並未給予任何具體指示，故此時仍繼續以加大液鹼投放量作為因應手段。蔡姓主任於17:00到K11廠向蘇姓廠長回報K7廠廢水處理系統發生異常、排放不合標準，同時告知放流水pH值已恢復正常且未建議停工，蘇姓廠長當場口頭指示儘速處理，未進一步主動瞭解實際處理狀況，或諭命K7廠先行停工以減少繼續產生廢水，導致到20:00前持續排放內含有害事業廢棄物之超標廢水至後勁溪。
高雄市政府環保局人員於同日14時許巡察後勁溪發現水質異常，循線前往K7廠進行稽查，不料高雄市政府環保局人員察覺採樣池內之水質PH值及導電度等數據竟與自來水高度相似，而顯與一般工業廢水有異，有利用抽水泵將自來水抽到K7廠外採樣池掩飾之嫌，遂要求直接進入K7廠房內採取放流池內之廢水檢驗，即見被告劉姓工程師等人不斷在最終中和池內添加液鹼，意圖使放流池內之廢水流出而未開啟回抽馬達，立刻要求不要繼續排放，阻止廢水排入後勁溪中。

## 調查程序
2013年10月1日，高雄市政府環保局人員發現日月光公司排放內含有害事業廢棄物之超標廢水至後勁溪。
- 12月10日，日月光集團董事長張虔生被高雄市政府依《中華民國刑法》第190條之1第2項公共危險罪之規定遭移送高雄地檢署偵辦[4]。

- 12月11日高雄市農業局和海洋局於採樣農作物和魚塭集水樣本等，並暫時禁止採樣的農產品和漁產品出貨[5][6]。

- 12月17日，高雄市環保局公布本月十日在後勁溪下游橋頭農地採集的兩處土壤檢驗結果，發現包括砷、汞、鎳及鋅等八種重金屬含量都符合食用作物土壤管制標準；但銅和鋅檢測值達一七六（毫克/公斤）、五三〇（毫克/公斤），已超過監測標準，雖無法確認是否因10月1日之行為導致，但足以顯示農地確實遭到重金屬污染，必須公告持續監測[7]。

- 12月20日，日月光K7廠排放污染，同日遭高雄市環保局依違反「水污法」，處以「勒令停工」處置[8][9]。

- 12月23日，廠方向高雄市環保局提報「改善計畫復工書」，環保局預計以外聘專家學者協助審核。

- 12月25日，經濟部組成的「日月光廢水排放處理專案查核小組」訪視報告內容，指出無證據顯示有暗管偷排之情形，日月光K7廠污染後勁溪一案應屬「應變能力不足」[10]。

- 12月29日，高雄市環保局對日月光半導體處罰鍰新臺幣60萬元[11]。

2014年1月3日，高雄地檢署起訴蘇姓廠長等4人，日月光也以法人身分被起訴，日月光集團董事長張虔生則因稱不知情被採信而獲不起訴。。

## 審判程序
2014年10月20日，臺灣高雄地方法院針對刑法190-1條流放毒物之公共危險罪，因檢察官並未提出流放前後之檢驗比較報告，判決無罪。針對廢棄物清理法46條第一款任意棄置廢棄物罪，認定被告蘇、蔡、游、劉姓員工因知悉後未有立即停止排放之行為，故判決有罪。另判對日月光罰金 300萬元。
2015年9月29日，台灣高等法院高雄分院認為針對刑法190-1條流放毒物之公共危險罪，維持一審無罪判決。針對廢棄物清理法46條第一款任意棄置廢棄物罪，鹽酸溢流事件乃肇因於漢華公司之疏忽，當發現鹽酸有溢流時被告游、劉姓員工知悉後立即投放大量液鹼(鹼液?)平衡酸鹼值，從而不構成任意棄置之處罰要件，故撤銷一審判決改判全體被告無罪。針對水污染處理法36條第一項事業無排放許可證或簡易排放許可文件，且其排放廢水所含之有害健康物質超過放流水標準者之處罰規定，日月光公司為具有排放許可證或簡易排放許可文件之公司，因立法疏漏致無法可罰，故判決無罪、撤銷罰金300萬元。本案仍可上訴。
2017年1月6日，臺灣最高法院認為二審對檢方起訴事證沒調查清楚，予以發回更審。
。
2017年8月24日，臺灣高等法院高雄分院認定蘇、蔡、游、劉四名員工因違反廢棄物清理法，判處1年6個月到1年10個月的有期徒刑，並另分別給予2到5年的緩刑。

## 後續

### 發現未經環保局核准設置之設施
2013年12月11日，高雄市環保局稽查人員前往日月光半導體K5、K7、及K11廠稽查和採樣化驗，並發現K11廠有未經環保局核准設置於放流槽後方的「備用槽」，這槽可利用管線未經依法設置累計型流量計排放進入後勁溪或納入污水下水道（陸放）系統內、多增加一處中和池，與許可內容不符，並私接直接將廢水排放到外海的管線（海放），限期改善。
日月光公司隔日發表聲明，針對K11備用槽部分，未來若有使用，將會依法提出水措內容變更。針對最終中和池數量不符一事，則表示將提供設計圖向環保局澄清。

### 疑似另一起違法排放廢水事件
2013年12月13日，高雄地檢署檢察官在訊問相關人士後，發現K7廠查獲的暗管曾在10月5日通外海排放廢水。檢察官將案號由他字號改為偵字號，擴大查辦。 
2013年12月14日，檢察官傳喚日月光公司副總林顯堂庭說明，經過大約六個半小時將近晚上19:00左右結束庭訊，認為其涉有流放毒物罪嫌，諭令500萬元交保。
2013年12月16日，經濟部官員表示K5、K7管線是經過合法申請試車。日月光由於陸放系統施工，9月26日函文高雄市環保局、副本給加工出口區管理處，申請於10月5日循區內污水下道海放事業廢水。加工出口區管理處由於一直未接獲高雄市環保局駁回的意見，10月5日才讓這兩個廠（K5、K7）事業廢水循區內污水下水道海放至外海。並澄清廠事業廢水都需處理符合標準後才可排出，放流到外海前尚有2道關卡確認沒問題才會放流到外海。
2014年1月3日，因海放的廢水符合放流標準，不構成流放毒物罪，相關人員全部不起訴。

### 未將被罰鍰的訊息輸入公開資訊觀測站
日月光半導體的收盤股價在事件曝光該週由12月9日的29.75元下挫至2013年12月13日的27.65元，迫使大股東透過外資券商大舉護盤。因日月光未將多次被高雄市環保局多處以罰鍰的訊息輸入證交所公開資訊觀測站，台灣證券交易所於12月13日處罰日月光違約金新台幣20萬元。

### 復工
2014年12月15日，日月光公司高雄K7廠排放廢水汙染後勁溪遭勒令停工案，高雄市環保局經兩次查核，確認日月光已改善完成，同意K7廠復工。

### 積極從事保護環境與永續經營的行動
2015年4月8日，日月光公司高雄中水回收廠耗時兩年半斥資7.5億元，第一期開始啟用，每日可處理2萬噸廢水，回收使用水1萬噸，解決楠梓園區水源不足以及放流水量增加相關問題，將是國內最大工業廢水回收廠。
2018年9月10日，美國道瓊永續發展指數（DJSI）發佈2018年入選結果，臺灣有兩家被列為產業領導者（Industry Leader）企業，分別是台達電、日月光。其中，日月光是連續第三年榮獲「半導體及半導體設備產業」領導者企業，同時也列為DJSI全球與DJSI新興市場指數成分股。

## 影響

### 桃園縣政府突襲檢查
2013年12月14日，桃園縣政府環境保護局人員深夜突擊日月光中壢廠，發現晶圓切割機台製程水違法排廢水；桃園縣環保局下令三部晶圓切割機停機改善，進行封管作業，廠房照常營運。

### 環保署研擬增加懲罰性裁罰
2013年12月16日環保署長沈世宏表示，一般掌握到的證據所能推算的不法利得都較實際污染所得利益低，將研議推動修改《行政罰法》，將不法利得計算部分增加「懲罰性裁罰」，另加一點一到三倍裁罰。

### 立法院緊急修法
事件發生後，將水污染防治法36條刪除僅限事業無排放許可證或簡易排放許可文件之要件，放寬處罰主體為不論是否具備許可證或簡易排放許可文件，並於2015年2 月4 日修正公布之相關刑罰規定，以亡羊補牢。

## 評論
行政院南部聯合服務中心執行長江玲君指出，政府應輔導企業合法營運，不能以民粹動作舖天蓋地追殺，只顧懲罰企業廠商，導致企業最後被勒令停工，受害則是上千基層勞工，尤其年關將屆，對勞工權益更是不公平。日月光偷排廢水嚴重汙染後勁溪，早在2013年10月1日就被市府查出，卻時隔2個月後，環保局才帶著媒體大動作稽查日月光，此舉令人不可思議，是否為選舉造勢，動機更是可議。

## 外部連結
- 專題／後勁溪悲歌！日月光嚴重污染事件懶人包 - 三立新聞網（页面存档备份，存于）
- 昔日環保公敵，現在半導體產業的永續龍頭竟是日月光 - 《天下雜誌》 CSR@天下網站（页面存档备份，存于）